# Isopolia stenoptera
Isopolia stenoptera là một loài bướm đêm trong họ Noctuidae.